# امیل گورلیتز
امیل گورلیتز (انگلیسی: Emil Görlitz; ۱۳ ژوئن ۱۹۰۳ – ۱۷ اکتبر ۱۹۹۰) بازیکن فوتبال اهل لهستان بود.
وی همچنین در تیم ملی فوتبال لهستان بازی کرده‌است.